# Gemeinschaft von christlichen Abstinenten in Russland
Gemeinschaften von christlichen Abstinenten (auch Abstinente Трезвеники oder Tschurikowianer Чуриковцы) sind zwei christliche Gemeinschaften in Sankt Petersburg und Wyriza. Sie streben ein Leben ihrer Mitglieder ohne Alkohol an und gehen auf die Abstinentengemeinschaften von Johannes Tschurikow im frühen 20. Jahrhundert zurück.

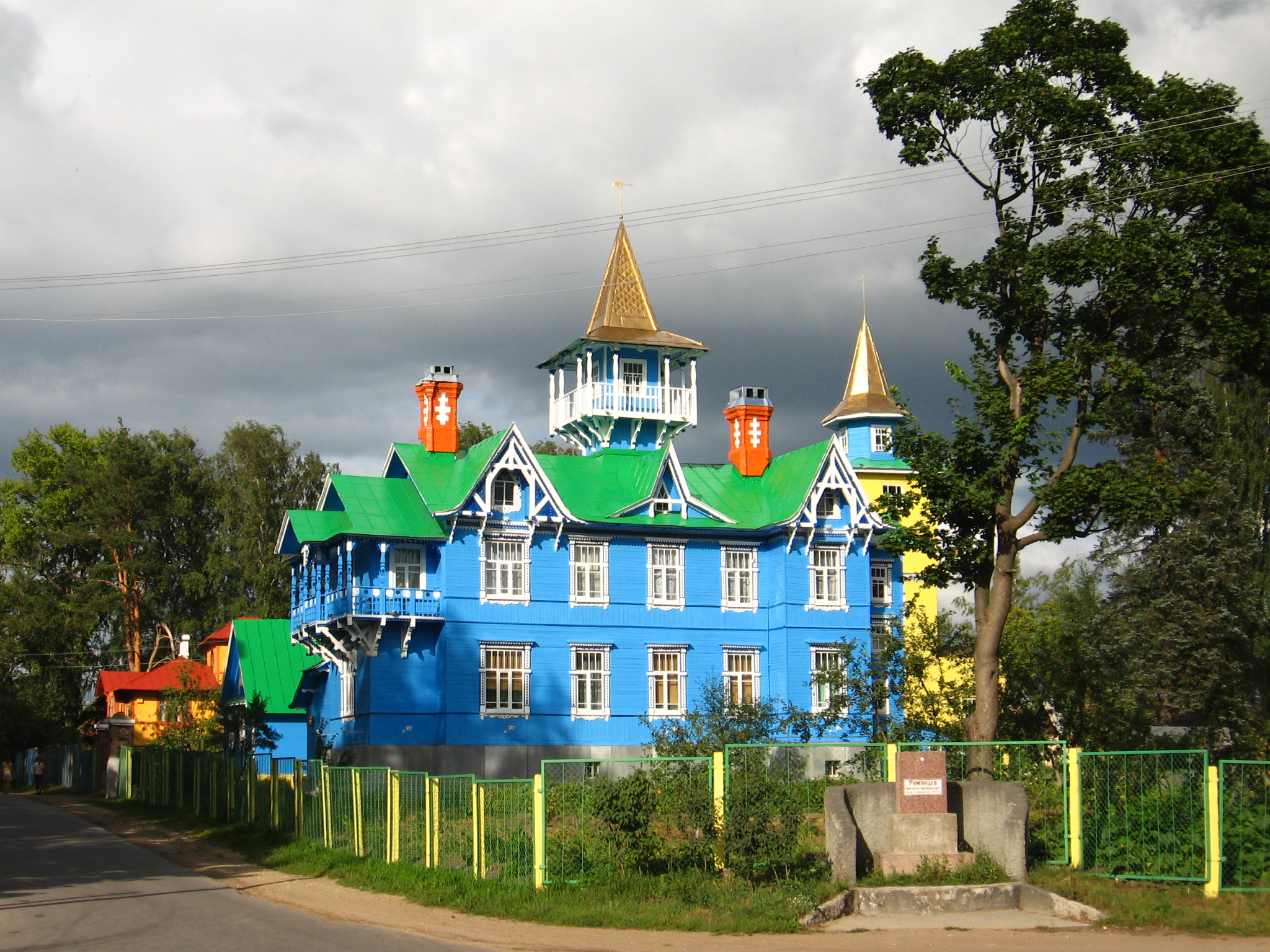
Bethaus in Wyriza

## Geschichte

### 1884–1917

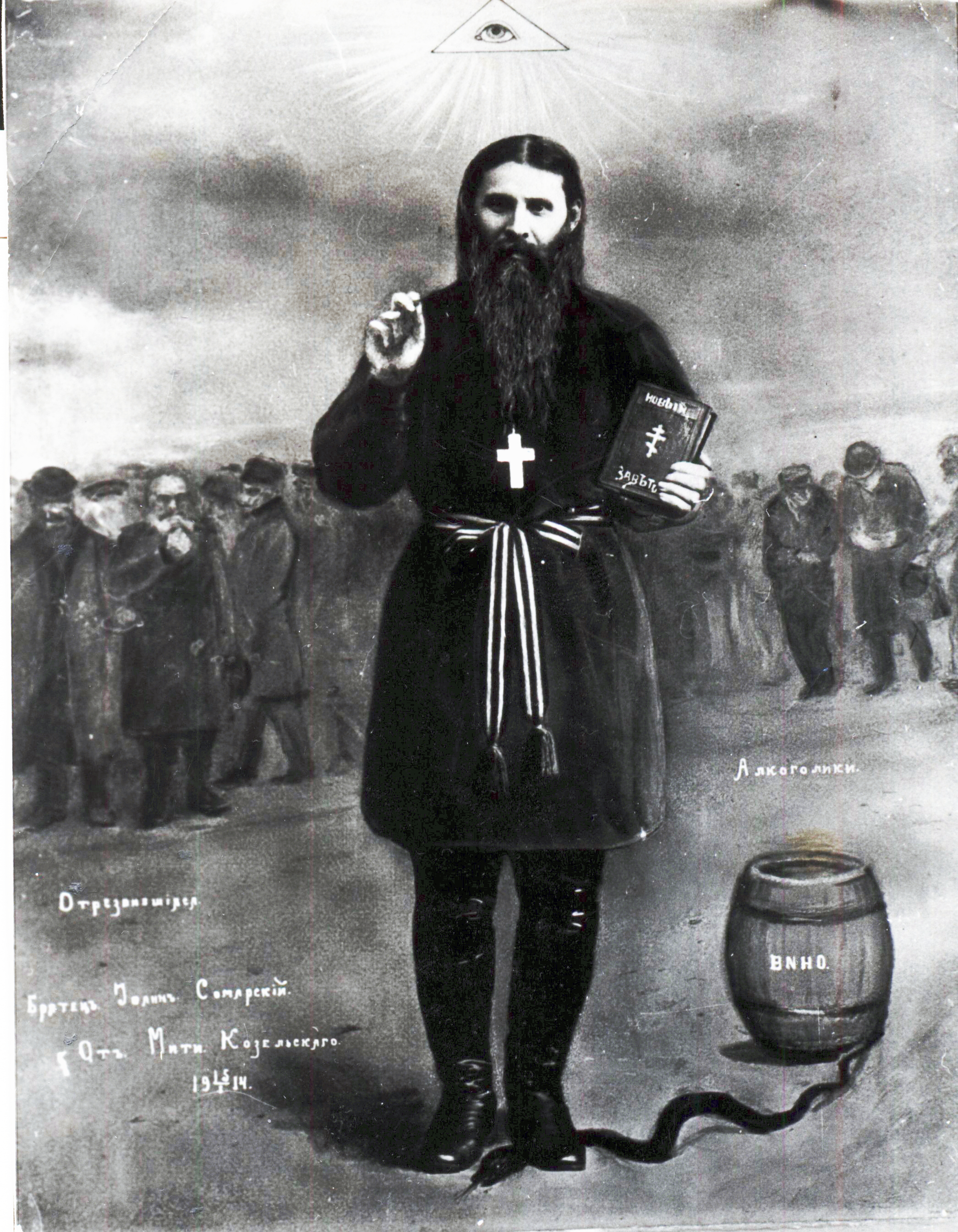
Johannes Tschurikow 1914, agitatorisch bearbeitetes Foto

Seit 1884 lebte der Bauer Iwan Tschurikow aus dem Gouvernement Samara in Sankt Petersburg. Er begann Vorträge unter der einfachen Bevölkerung zu halten, in denen er zum strikten Verzicht auf Alkoholgenuss als Voraussetzung für eine geistliche Errettung aufrief. Er hatte viele Anhänger und nannte sich nun Johannes. 1897 wurde er aus Petersburg verwiesen wegen antiorthodoxen Positionen und weil er gegen die Volkszählung jenes Jahres aufrief.
Er ging in das Gouvernement Samara zurück und gründete dort die Gesellschaft der Volksabstinenten.
1900 kehrte Johannes nach Sankt Petersburg zurück. Er wurde daraufhin inhaftiert und in das Klostergefängnis im Erlöser-Euthymios-Kloster in Susdal gebracht. Nach vier Monaten wurde er wieder freigelassen nach dem Eintreten liberaler Petersburger. Diese stellten ihm ein Haus auf der Petersinsel zur Verfügung, in dem er seine Versammlungen abhalten konnte.
Diese wurden sonntäglich von bis zu 2000 Menschen besucht.
Johannes gründete darauf ein Bethaus in Obuchowo, das zum Zentrum der Bewegung wurde.
1905 erwarb er Land bei Wyriza und gründete eine Kolonie. Diese betrieb Viehhaltung und Getreideanbau. Seit 1910 lebten sie vegetarisch.
1914 wurde die Gesellschaft vom Konsistorium der Russisch-Orthodoxen Kirche in Sankt Petersburg offiziell anerkannt.

### 1917–1929
Nach der Februarrevolution 1917 durfte die Gesellschaft in Obuchowo weiter Versammlungen abhalten. 1918 wurde die Kolonie in Wyriza in Arbeitskommune der Abstinenten von Bruder Johannes Tschurikow umbenannt.
1923 schloss die Bewegung sich der Erneuerungsbewegung der Wahren Kirche an und trennte sich von der Russisch-Orthodoxen Kirche. 1924 erhielt die Kommune auf der regionalen Landwirtschaftsausstellung ein Diplom für ihre Leistungen.
1928 wurde das Haus in Oruchowo geschlossen, die Gemeinschaft zog sich nach Wyriza zurück. 1929 wurden Johannes Tschurikow und seine Anhänger verhaftet. 1933 starb er in der Haft.
Die Gesellschaft traf sich heimlich weiter zu Versammlungen.

## Gegenwart
1991 entstanden zwei verschiedene christliche Gemeinschaften
- Orthodoxe Gesellschaft der christlichen Abstinenten des Bruders Johannes Tschurikow (Православное Общество Христиан-Трезвеников Братца Иоанна Чурикова) in Sankt Petersburg. Diese sieht in Johannes Tschurikow einen Heiligen und Propheten und betrachtet sich als russisch-orthodox
- Gesellschaft der geistlichen christlichen Abstinenten des Bruders Johannes Tschurikow (Общество Духовных Христиан-Трезвеников Братца Иоанна Чурикова) in Wyriza. Die sieht Johannes Tschurikow als göttlicher Herkunft und ist freikirchlich orientiert.